# Antichthonidris bidentatus
Antichthonidris bidentatus је инсект из реда Hymenoptera. 

## Угроженост
Ова врста се сматра рањивом у погледу угрожености врсте од изумирања.

## Распрострањење
Ареал врсте је ограничен на једну државу. 
Аргентина је једино познато природно станиште врсте.